# St. Brieux
St. Brieux is een plaats (town) in de Canadese provincie Saskatchewan en telt 492 inwoners (2006).